# Gleditsia
Genre
Classification phylogénétique
Gleditsia est un genre de plantes à fleurs de la famille des Fabaceae. Ce sont des arbres originaires d'Amérique du Nord et d'Asie. Ce genre a été nommé en l'honneur de Johann Gottlieb Gleditsch, directeur du Jardin botanique de Berlin, qui mourut en 1786. Comme le robinier, les arbres sont dotés d'épines (issues de la transformation des stipules, des folioles ou des rameaux) qui servent de défense des plantes contre les herbivores.

## Espèces

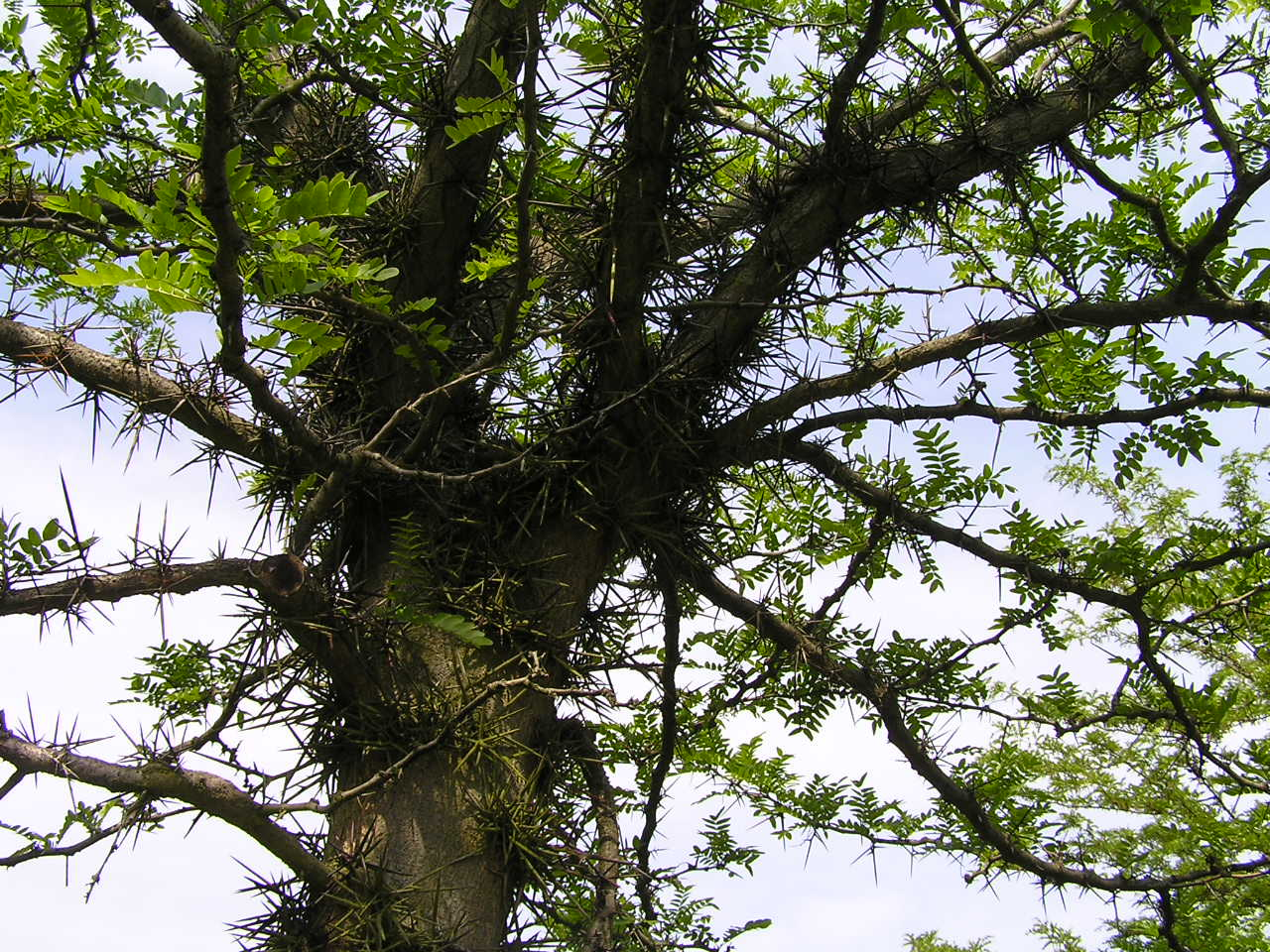
Des épines sur le tronc.

- Gleditsia amorphoides, Févier d'Argentine, (Griseb.) Taub.
- Gleditsia aquatica, Originaire du sud-est des États-Unis, en zone humide ou marécageuse (Texas, Floride, Caroline du Nord). Hauteur 15 - 18 m. Marshall
- Gleditsia australis F. B. Forbes & Hemsley. Comme elle est envahissante en Nouvelle-Calédonie, le Code de l'environnement de la Province Sud interdit l’introduction dans la nature de cette espèce ainsi que sa production, son transport, son utilisation, son colportage, sa cession, sa mise en vente, sa vente ou son achat[2].
- Gleditsia caspica, Févier de la Caspienne : Originaire de l'Iran (nord), Azerbaïdjan, Caucase, Géorgie. Hauteur 10 - 12 m. feuilles pennées à folioles coriace, ovales légèrement crénelés. Gousses vrillées,  Desf.
- Gleditsia delavayi, Févier de Delavay : Originaire de Chine (sud-ouest). Hauteur 10 m, très longues épines (20 cm), Franchet
- Gleditsia fera, Originaire de Chine (Sud), (Lour.) Merr.
- Gleditsia ferox Desf.
- Gleditsia horrida, utilisé dans la pharmacopée asiatique (zao jia),  Makio
- Gleditsia japonica, Févier du Japon, Miq.
- Gleditsia koraiensis
- Gleditsia macracantha Desf.
- Gleditsia microphylla Isely
- Gleditsia rolfei, Asie Taïwan, Vidal
- Gleditsia sinensis, synonyme Gleditschia xylocarpa: ou Févier de Chine: Hauteur 15 - 20 m. Feuille mat d'un vert jaunâtre. Fortement épineux. Utilisé dans la pharmacopée asiatique (zao jia ci), Lam.
- Gleditsia triacanthos, Févier d'Amérique, L.

Hybride
- Gleditsia × texana Sarg. - (G. aquatica × G. triacanthos)

De nombreux cultivars existent.